# Ivan Nikola Bugardelli
Ivan Nikola Bugardelli (Omiš, 29. listopada 1739. − Omiš, 22. lipnja 1800.), hrvatski prevoditelj i klerik.

## Životopis
Rodio se je u Omišu. Završio za klerika. Nije se zaredio za svećenika. Prema latinskom tekstu Vulgate preveo je Bibliju na hrvatski jezik. Prijevod je napravio na naputak upravitelja glagoljaškog sjemeništa u Prikom kod Omiša (danas u Omišu) Mihovila Božića "da istumači i ispiše u sadanji jazik slovinski aliti arvatski sve Sveto Pismo staroga i novoga zakona". Bugardeli je Bibliju prevodio s latinskog na hrvatski od 1759. do 1768. i to je sve do 19. stoljeća bio najcjelovitiji prijevod Biblije na hrvatski.